# Théorème de Hardy-Ramanujan
 (juillet 2024).
La mise en forme du texte ne suit pas les recommandations de Wikipédia : il faut le « wikifier ».
Les points d'amélioration suivants sont les cas les plus fréquents. Le détail des points à revoir est peut-être précisé sur la page de discussion.
- Les titres sont pré-formatés par le logiciel. Ils ne sont ni en capitales, ni en gras.
- Le texte ne doit pas être écrit en capitales (les noms de famille non plus), ni en gras, ni en italique, ni en « petit »…
- Le gras n'est utilisé que pour surligner le titre de l'article dans l'introduction, une seule fois.
- L'italique est rarement utilisé : mots en langue étrangère, titres d'œuvres, noms de bateaux, etc.
- Les citations ne sont pas en italique mais en corps de texte normal. Elles sont entourées par des guillemets français : « et ».
- Les listes à puces sont à éviter, des paragraphes rédigés étant largement préférés. Les tableaux sont à réserver à la présentation de données structurées (résultats, etc.).
- Les appels de note de bas de page (petits chiffres en exposant, introduits par l'outil «  Source ») sont à placer entre la fin de phrase et le point final[comme ça].
- Les liens internes (vers d'autres articles de Wikipédia) sont à choisir avec parcimonie. Créez des liens vers des articles approfondissant le sujet. Les termes génériques sans rapport avec le sujet sont à éviter, ainsi que les répétitions de liens vers un même terme.
- Les liens externes sont à placer uniquement dans une section « Liens externes », à la fin de l'article. Ces liens sont à choisir avec parcimonie suivant les règles définies. Si un lien sert de source à l'article, son insertion dans le texte est à faire par les notes de bas de page.
- La présentation des références doit suivre les conventions bibliographiques. Il est recommandé d'utiliser les modèles {{Ouvrage}}, {{Chapitre}}, {{Article}}, {{Lien web}} et/ou {{Bibliographie}}. Le mode d'édition visuel peut mettre en forme automatiquement les références.
- Insérer une infobox (cadre d'informations à droite) n'est pas obligatoire pour parachever la mise en page.

Pour une aide détaillée, merci de consulter Aide:Wikification.
Si vous pensez que ces points ont été résolus, vous pouvez retirer ce bandeau et améliorer la mise en forme d'un autre article.
En mathématiques et plus précisément en théorie des nombres, le théorème de Hardy-Ramanujan, démontré par G. H. Hardy et S. Ramanujan en 1917, énonce que  {\textstyle \ln(\ln \,n)} est un ordre normal du nombre {\textstyle \omega (n)} de facteurs premiers distincts d'un entier naturel {\displaystyle n}, où {\displaystyle \ln \,n} désigne la fonction logarithme naturel. 
Cela signifie que la plupart des nombres ont environ ce nombre de facteurs premiers distincts. Par exemple, le nombre de facteurs premiers d'un entier inférieur à un milliard {\textstyle (10^{9})} est {\textstyle \ln(\ln \,10^{9})\approx 3,03.}

## Énoncé
Une version plus précise indique que, pour toute fonction à valeurs réelles {\textstyle \psi (n)} qui tend vers l'infini quand n → {\displaystyle \infty }, on a : {\displaystyle |\omega (n)-\ln(\ln \,n)|<\psi (n){\sqrt {\ln(\ln \,n)}}}
Cette relation n'est pas valable que pour une proportion infinitésimale de nombres réels. Si {\displaystyle g(x)} désigne le nombre d'entiers naturels {\displaystyle n} inférieurs à {\displaystyle x} pour lesquels l'inégalité ci-dessus n'est pas valide : alors {\displaystyle g(x)/x} converge vers zéro lorsque {\displaystyle x} tend vers l'infini.   

## Preuve
Une autre preuve a été donnée par Pál Turán en 1934. La mathématicien a utilisé le crible de Turán afin de prouver la majoration : 
{\displaystyle \sum _{n\leq x}|\omega (n)-\ln(\ln \,n)|^{2}\ll x\ln(\ln \,x).}

## Ordre moyen
G. H. Hardy et S. Ramanujan ont aussi montré l'équivalence suivante:
{\displaystyle {\frac {\omega (1)+\omega (2)+\,...+\,\omega (n)}{n}}\sim \ln(\ln \,n)\qquad (n\rightarrow +\infty ).}
On dit alors que {\textstyle \ln(\ln \,n)} est un ordre moyen de {\textstyle \omega (n)}.

## Généralisations
Les mêmes résultats sont vrais pour {\textstyle \Omega (n)}, le nombre de facteurs premiers de n comptés avec multiplicité. Ce théorème est généralisé par le théorème d'Erdős–Kac, qui montre que {\displaystyle \omega (n)} est essentiellement normalement distribué. 